# Stegna (Gmina Iłów)
Pour les articles homonymes, voir Stegna.
Stegna  [ˈstɛɡna] est un village polonais de la gmina d'Iłów dans le powiat de Sochaczew et dans le voïvodie de Mazovie.
Il se situe à environ 19 kilomètres au nord-ouest de Sochaczew et à 68 kilomètres à l'ouest de Varsovie.